# Łomnica (powiat karkonoski)

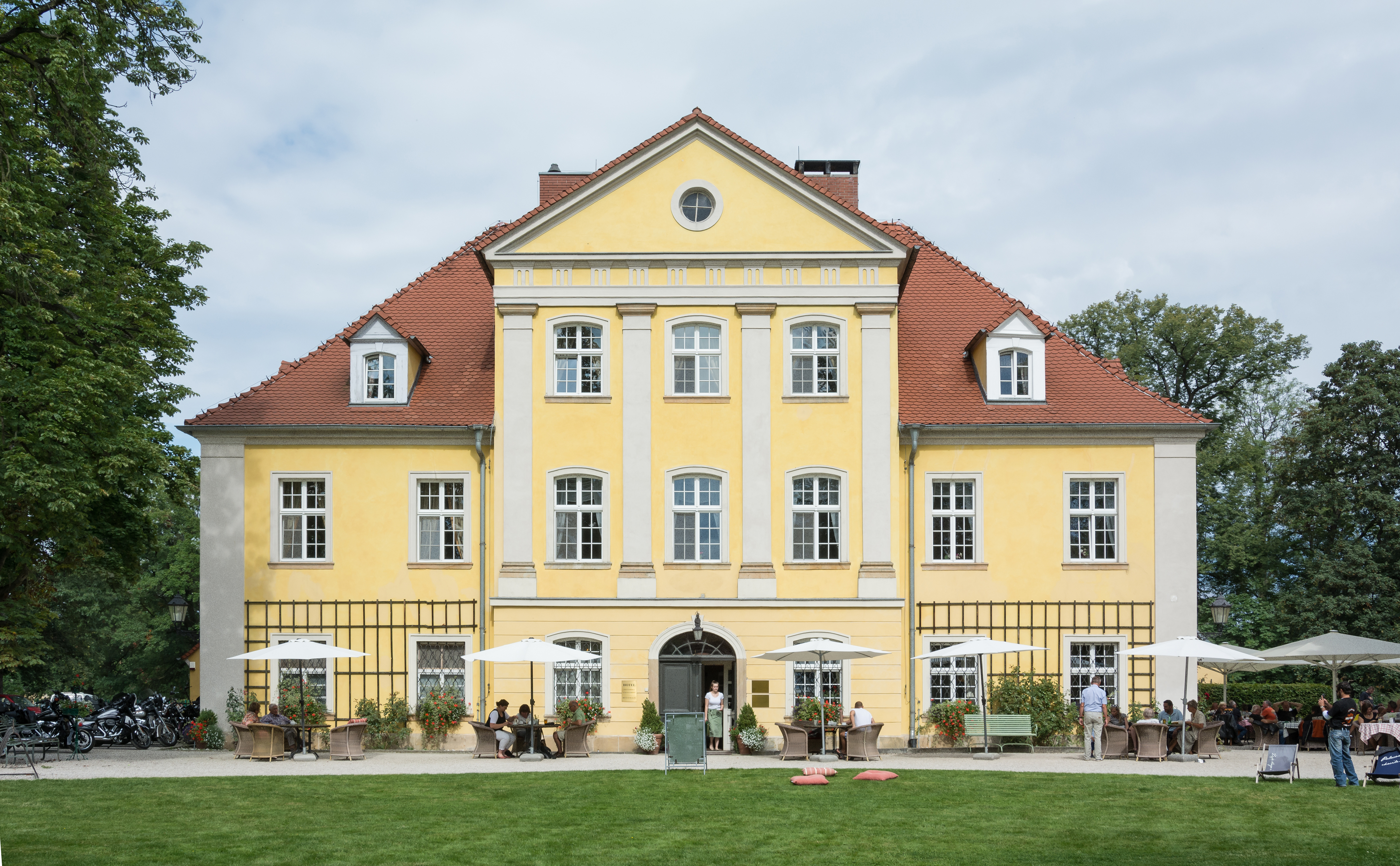
Dwór „Dom wdowy” w Łomnicy

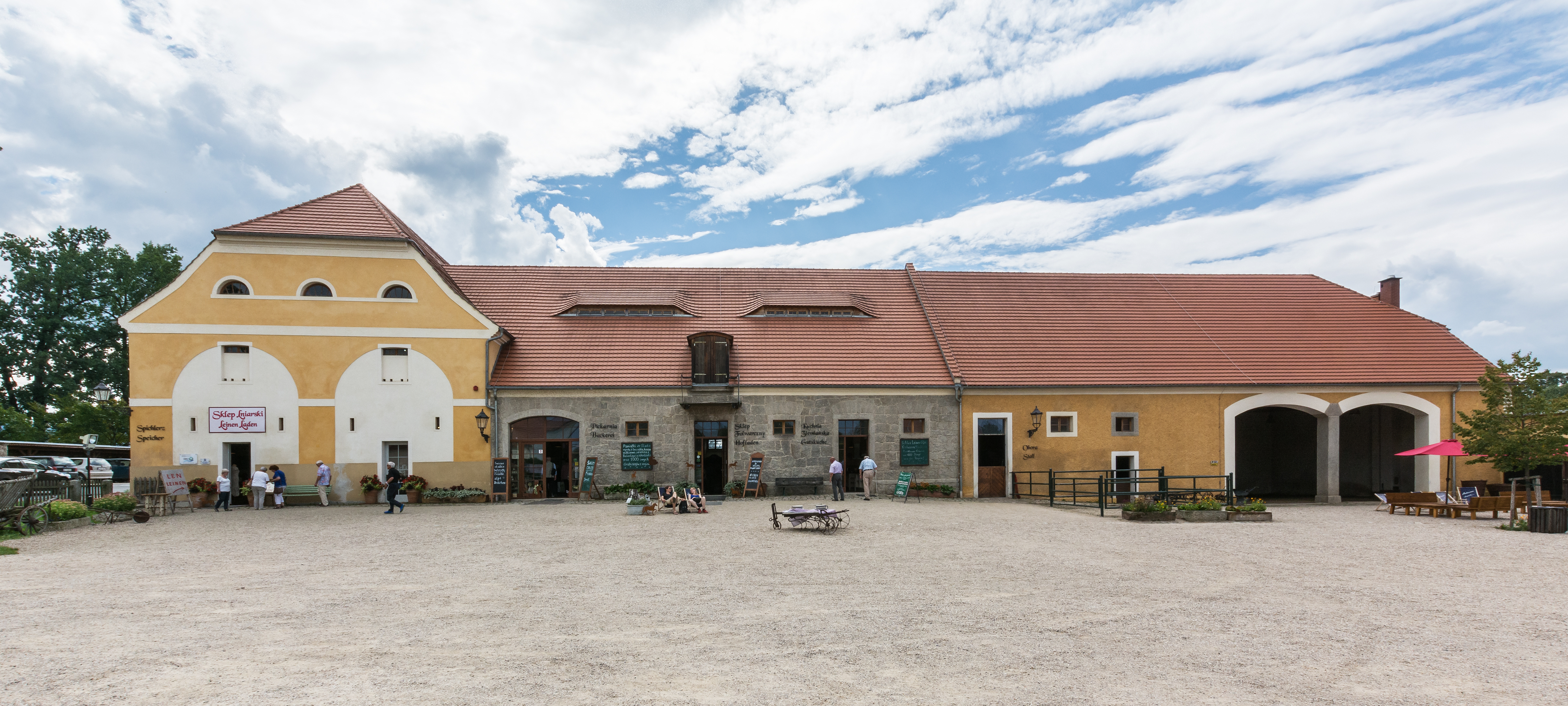
Zespół folwarczny w Łomnicy

Łomnica (niem. Lomnitz) – wieś w Polsce położona w województwie dolnośląskim, w powiecie karkonoskim, w gminie Mysłakowice, wzdłuż rzeki Łomnica, w Kotlinie Jeleniogórskiej u podnóża Rudaw Janowickich w Sudetach Zachodnich.

## Podział administracyjny
W latach 1945–1954 siedziba gminy Łomnica. W latach 1954–1972 wieś należała i była siedzibą władz gromady Łomnica. W latach 1975–1998 miejscowość należała administracyjnie do województwa jeleniogórskiego.

## Edukacja
- Przedszkole Publiczne w Łomnicy
- Szkoła Podstawowa z Oddziałami Integracyjnymi w Łomnicy

## Zabytki
Do wojewódzkiego rejestru zabytków wpisane są obiekty:
- kościół parafialny pw. Niepokalanego Poczęcia Najświętszej Marii Panny, z XV-XIX w.
- cmentarz
- ogrodzenie z bramą
- kaplica
- pastorówka, obecnie dom mieszkalny, ul. Karkonoskiej 96, z 1752 r.
- zespół pałacowy, ul. Karpnicka 3, z XVIII-XIX w.:
  - pałac - Schloss Lomnitz[7]
  - Dwór „Dom wdowy” w Łomnicy
  - park
- zespół folwarczny, z XVIII/XIX w.:
  - spichrz
  - stajnia
  - stodoła
  - kuźnia
  - stajnia-obora
  - budynek mieszkalno-gospodarczy
  - budynek mieszkalny
  - dwie stodoły na terenie parku
- ewangelicki dom modlitwy wzniesiony w 1748, w konstrukcji szkieletowej z wypełnieniem ceglanym, przeniesiony z Rząśnika (gdzie po 1945 był wykorzystywany jako magazyn owoców) i zrekonstruowany w 2020 w miejscu dawnych zabudowań folwarcznych, ostatni oryginalny obiekt tego typu na Dolnym Śląsku[8]
- krzyż pokutny z 1586 r.[9]